# Jorge Douglas Toledo
Jorge Douglas Toledo Orbe (Guayaquil, 1970) es un director de televisión ecuatoriano. Es conocido por estar bajo la dirección del programa de parodias de los años 90 en Ecuador, Ni en Vivo Ni en Directo, que luego pasó a otra cadena con el nombre de Vivos, la novela que nació de dicha comedia, El Cholito y la serie que también nació de la misma, La pareja feliz, con actores como David Reinoso y Flor María Palomeque.

## Carrera

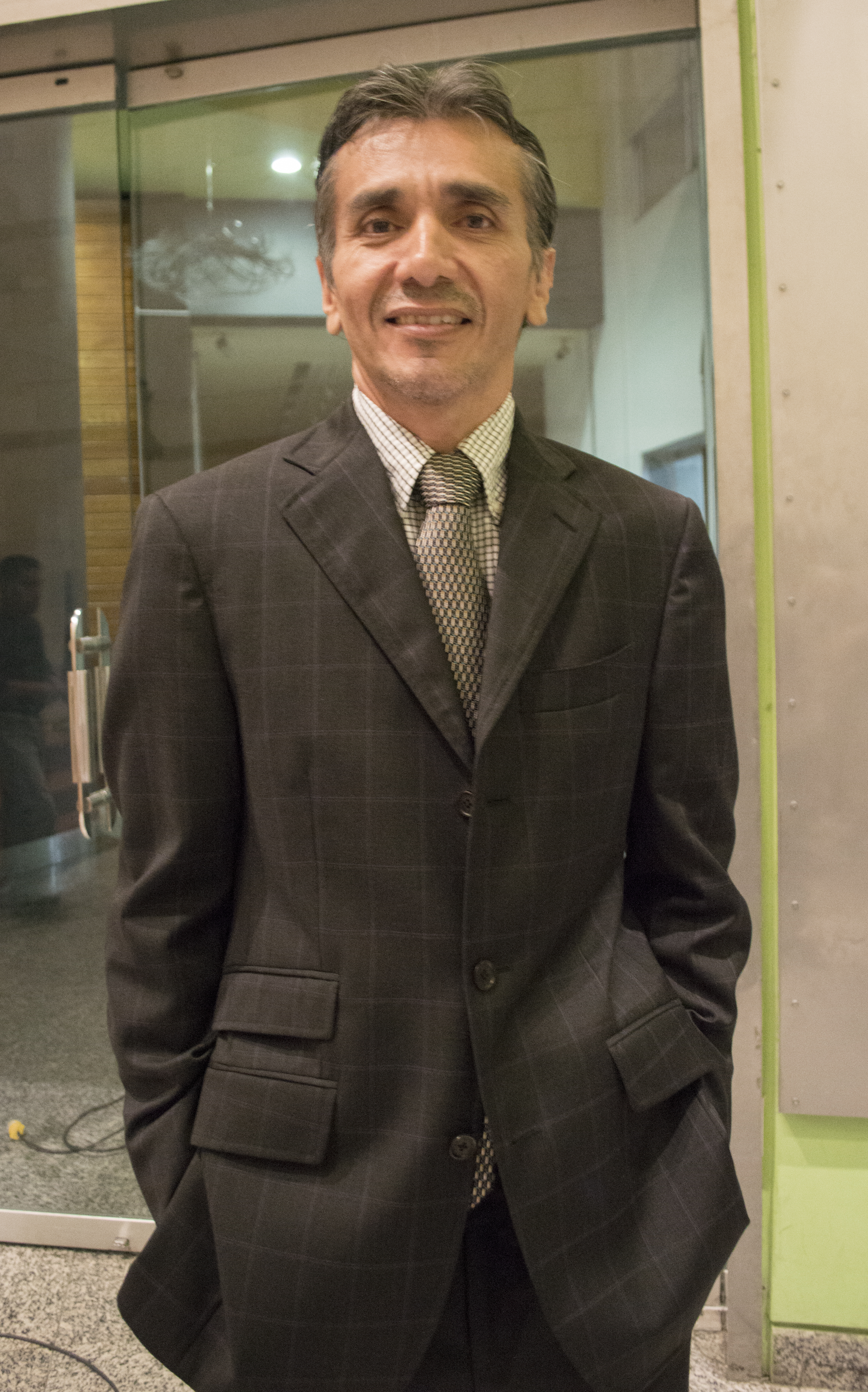
Jorge Toledo en el tercer Festival Toledos Cortometraje en 2016.

Incursiona en la televisión con el programa cómico Agua mojada, que se trasmitió en el desaparecido Expovisión canal 44, junto a David Reinoso.
A mediados de los años 90, la televisión ecuatoriana no brindaba muchas alternativas en el ámbito actoral, con pocos programas de dramatizados y menos aún de comedia, por lo que fue complicado para Toledo y Reinoso conseguir oportunidades en el medio. Sin embargo contra todo pronóstico, TC Televisión les abre las puertas, y crean Ni en Vivo Ni en Directo, un programa cómico de parodias, con Toledo como director general y Reinoso como actor, junto a Flor María Palomeque y Galo Recalde. El programa alcanzó el con éxito un alto rating y permaneció por varios años al aire, imitando a los personajes más conocidos de la televisión ecuatoriana, exagerando sus rasgos y defectos.
El programa permaneció en TC Televisión con Fernando Villarroel, sin embargo Toledo junto a David Reinoso, Flor María Palomeque y gran parte del elenco, se trasladaron a Ecuavisa, con el programa de parodias Vivos, manteniendo los mismos personajes y creando nuevos. En Ecuavisa, Toledo dirige la novela El Cholito, protagonizada por David Reinoso. Luego Vivos se traslada a Teleamazonas, donde Toledo también realiza una segunda parte de la novela de El Cholito, llamada Mostro de Amor, y la serie cómica La pareja feliz.
Toledo se separa de Reinoso y se va con parte del elenco de Vivos a Gama TV, donde realiza por poco tiempo un programa de sketchs cómicos llamado Ni por aquí Ni por allá.
En Ecuador TV dirigió el programa Gotas de Cine. También dirigió un cortometraje llamado Última función, protagonizado por David Reinoso, Danilo Esteves y Carlos Valencia.
En diciembre de 2017 lanza la plataforma de eleOeleTV (LOL) asociado con la productora Play On, donde ofrece producciones dramáticas, cómicas y documentales, junto a personalidades del medio como Marián Sabaté, Katherine Escobar y Felipe Crespo.
En 2019 estrenó Amo de casa, para RTS, donde además de ser el director de la serie cómica, también debutó como actor, interpretando a Perico, amigo de Pedrito el mandarina, papel protagónico de Jaime Roca, un hombre que hace los quehaceres domésticos y está a las órdenes de su esposa María Josefa, interpretada por Marilú Pesántez. La comedia nació de un sketch del programa Ni por aquí, ni por allá que fue subido a internet por Toledo y gozó de mucha popularidad. El sketch fue incluido en el segmento El mandarina de eleOeleTV. Basada en el sketch, surgió la obra Macho que se respeta, es mandarina, con la que se inauguró el Café Teatro Toledo. Parte del elenco es Danilo Esteves, Mayra Jaime y Nelly Pazmiño.

## Vida personal
Jorge Toledo se casó con Paola Poggo en 2008 y se divorciaron en 2010.

## Filmografía
- Televisión
  - Agua mojada (1995-1997) Canal Uno

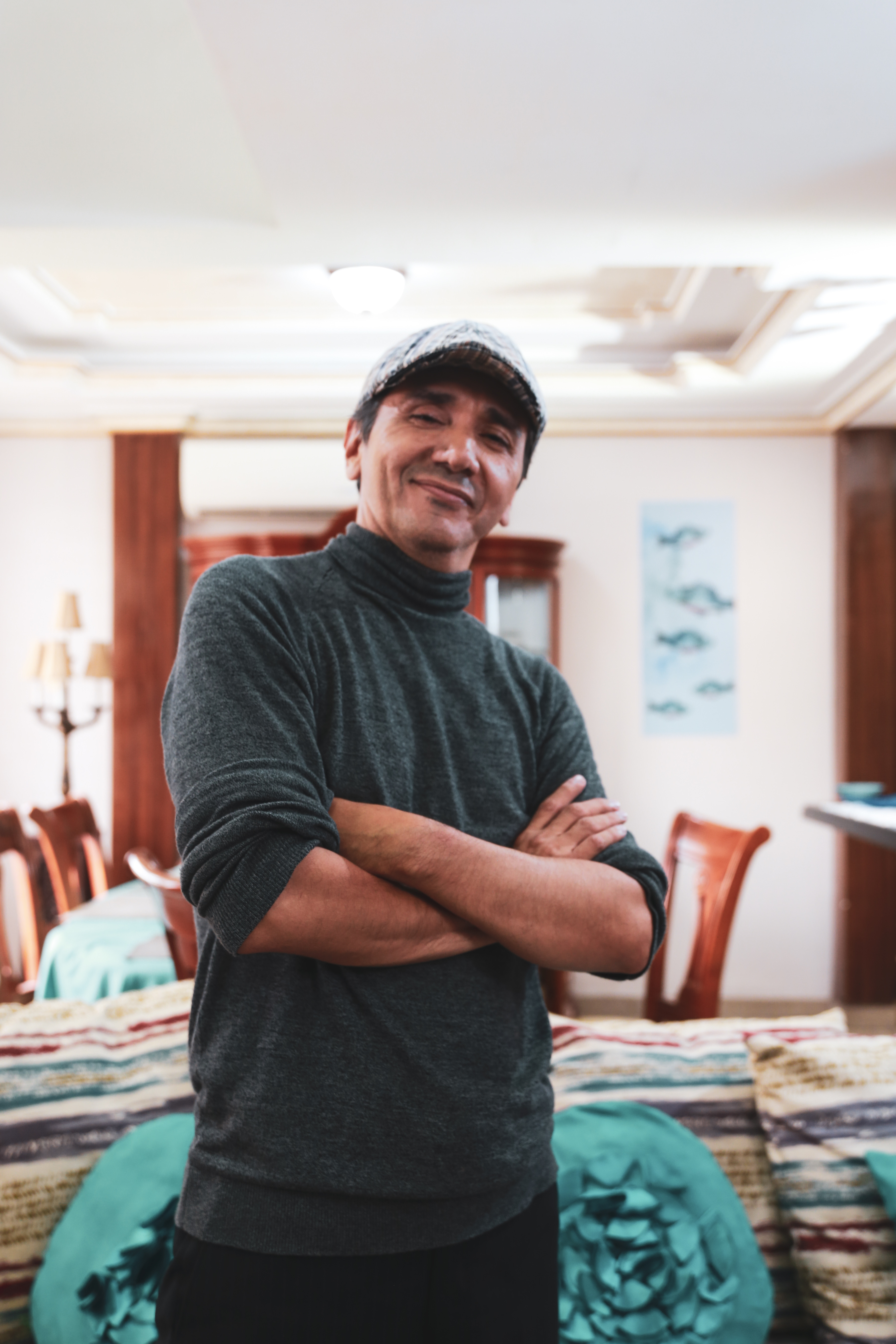
Jorge Toledo interpretando a Perico, en el set de Amo de casa, de RTS, en 2019.

  - Ni en Vivo Ni en Directo (1997-1999) Tc Television - (2000-2007) Dirigido por Fernando Villarroel
  - Vivos (2001-2009) Ecuavisa - (2009-2010) Teleamazonas - (2013-2015) Dirigido por David Reinoso
  - El Cholito (2007-2008) Ecuavisa
  - Vivos HD (2006-2008) Ecuavisa
  - La pareja feliz (2009-2010) Teleamazonas - (2010-2014) Dirigido por Guillermo Ushca y Lester Zavala
  - Mostro de Amor (2010) Teleamazonas "Solo Preproduccion y Creación" Dirección General Guillermo Ushca
  - Ni por aquí Ni por allá (2010-2011) Gamavision
  - Gotas de Cine (2017)
  - Amo de casa (2019) RTS

- Cine
  - Última función
- Internet
  - Loco Shock
  - eleOeleTV (LOL)